# 何曼筠
何曼筠（英語：Agatha Ho Man Kwan，1994年8月10日—）是前香港無綫電視的新聞從業員，屬港聞組記者。

## 簡歷
何曼筠早年就讀保良局顏寶鈴書院。大學時期讀香港城市大學人文社會科學院媒體與傳播學系。2017年她在無綫電視新聞部擔任實習記者，畢業後正式加入無綫電視新聞部。
2018年8月，何曼筠進行街訪的時候，受訪者以「CCTVB」這個貶稱去稱呼無綫電視。何曼筠當場反白眼，被網民討論。
2019年7月元朗襲擊事件發生後，何曼筠於政府記者會上質問行政長官林鄭月娥，表現受到網民讚。
2021年5月8日，何首次主持午間新聞。
2022年4月2日，何首次主持晚間新聞。
2022年5月28日，何首次主持六點半新聞報道。
2024年8月30日，宣布離開無綫新聞。